# Pimelodina flavipinnis
Pimelodina flavipinnis is een straalvinnige vissensoort uit de familie van de antennemeervallen (Pimelodidae). De wetenschappelijke naam van de soort is voor het eerst geldig gepubliceerd in 1876 door Franz Steindachner. De soort komt voor in het Amazonebekken en dat van de Orinoco.